# Григорије Рашки
Григорије Рашки (почетак XIV века), српски средњовековни писац и преписивач, епископ рашки.

## Живот и дело
Живео је у другој половини 13. и првој половини 14. века. То је српски калуђер који је у младости живео и писао на Светој Гори, у Хиландару. Подвизавао се и у манастиру Сопоћанима.Он је истински следбеник светогорског духа, потпуно предан светогорској и византијско-православној духовности. Рашки је аутор два врло кратка текста необичне књижевне лепоте. Изабран је потом за епископа рашког и вратио се у Србију - Рашку, да "столује" у Расу. За манастир Св. апостола Петра и Павла у Расу 1305. године преписао Крмчију светог Саве („Рашка крмчија“) и у том рукопису оставио изврстан запис о потреби читања књига и свом преписивачком труду. Запис се одликује стилским и језичким савршенством и јасним, поетским изразом. Познат је и његов натпис у 4 стиха (2 у византијском „политичком стиху“ дванаестерцу и два у четрнаестерцу), урезана на сребрни крст краља Милутина, намењен истом манастиру, у којима се осећа тежња ка симетричном распореду стихова и правилној употреби цезуре.

## Превод на савремени српски
- Запис на Крмчији светог Саве, Стихови часном крсту, у: „Шест писаца ХIV века“ (Григорије Рашки, Јаков Серски, Силуан, Непознати Светогорац, Монах Јефрем, Марко Пећки), избор, данашња језичка верзија и редакција Димитрије Богдановић. Београд, Просвета, СКЗ, 1986. Библиотека Стара српска књижевност у 24 књиге, књ. 10.